# Rio Berzovița
O Rio Berzoviţa é um rio da Romênia afluente do Rio Bârzava, localizado no distrito de Caraş-Severin.